# Sikorsky AH-60L Arpía III

## Desarrollo
El AH-60, también denominado simplemente Arpía, es un helicóptero artillado desarrollado por la Fuerza Aérea Colombiana, Elbit Systems y Sikorsky Aircraft a partir del UH-60L Black Hawk. Es resultado de la necesidad de la Fuerza Aérea de Colombia de tener un helicóptero que se destacara por poder realizar labores de combate y que también pudiera ser ocasionalmente usado como helicóptero utilitario, el Arpía es esencialmente un UH-60L al que se le ha añadido más equipo y armamento tanto interna como externamente. Las plataformas fueron recibidas por la Fuerza Aérea de Colombia en dos lotes en los años 1999 y 2002 respectivamente.

### Orígenes del Arpía
Los UH-60L, llegaron a Colombia en el año de 1991 con la creencia de que solo podrían ser utilizados para transporte, ya que su estructura estaba diseñada para cumplir esta misión, sin embargo, debido a la necesidad que vivía la Fuerza Aérea Colombiana de ampliar el poder de fuego de sus helicópteros y debido a la restricción que impone EE. UU. a Latinoamérica para la venta de armas sofisticadas, difícilmente Colombia podría haber llegado a acceder a la versión artillada del Blackhawk, pero el ingenio y la capacidad de los técnicos de la FAC pusieron a los EE. UU. frente a una situación irreversible; de esta forma se logró asesoría para lograr segunda versión con mejores capacidades.
Fue así como en junio de 1995 se dio inicio a la investigación, tomando como punto de partida el análisis de los semiplanos donde van ubicados los tanques auxiliares de combustible, llegando a conclusiones sobre la posibilidad de instalar armamento en ellos. Así continuaron una serie de estudios de ingeniería y técnicos sobre la estructura del UH 60L que arrojaron excelentes resultados, permitiendo la adaptación de artillería compuesta por ametralladoras y cohetes en los soportes y bombas aire tierra subalares.

### Arpía II
Se equipan las primeras unidades operativas de la serie con nuevos dispositivos, como un sistema de ataque a tierra, compuesto por un lanzacohetes de calibre 75 mm. y una ametralladora GAU-21.

### Arpía III
Con la participación de la industria militar israelí, se le incorporan nuevos sistemas imprescindibles para el aeronave y su operación en condiciones adversas y en la noche, como un sistema de pods similares al LANTIRN de los cazas F-15, un sistema FLIR para visión nocturna, y una ametralladora GAU.61 Vulcan en vez de la calibre 0.50, incrementan el poder de fuego del aeronave, aparte de aumentar su capacidad ofensiva.

### Arpía IV
Esta importante modificación en los sistemas de armas que llevarán los helicópteros de ataque modernizados al estándar Arpía IV, está enfocada en aumentar la precisión en la entrega de armas en operaciones contra los grupos narco-terroristas y para fortalecer las capacidades disuasivas de la Fuerza Aérea Colombiana. Es por esto que se planea la instalación en los semiplanos de las aeronaves potentes cañones de 20 milímetros que reemplazarán las actuales ametralladoras multitubo GAU-19 calibre 0.50; así mismo, se integrarán misiles antitanque de origen israelí Spike LR y ER, fabricados por la empresa Rafael Systems. Estas nuevas armas, sumadas a los cohetes de 70mm le proporcionarán a las aeronaves una capacidad de fuego muy potente.
Además de estas mejoras en los sistemas ofensivos, la aviónica y los sistemas de misión también serán sustituidos por unos mucho más modernos y de mayor capacidad. Es así que está presupuestado el cambio de los sistemas electro-ópticos (EOP) e infrarrojos (FLIR) Toplite II por unos de nueva generación Toplite III. El casco de los pilotos, con mira y display integrados (HMD) MiDash actualmente utilizados, serán reemplazados por los novísimos ANVIS/HUD-24 de reciente desarrollo. Igualmente, los instrumentos analógicos presentes en la cabina de los Arpía III serán reemplazados por 4 pantallas multifución (MFD) en color, en la nueva generación de los helicópteros de ataque.
Miras y displays integrados en el casco ANVIS/HUD-24.
Dentro de los nuevos sistemas que se integrarán en el AH-60 Arpía IV, destacan las miras y displays integrados en el casco ANVIS/HUD-24, los cuales le brindan a la tripulación una altísima precisión en la entrega de armas y la opción de usar armamento inteligente como lo son los misiles aire-tierra.

## Especificaciones

### Generales
- Aeronave: AH-60L Arpía IV.
- Tipo: helicóptero artillado.
- Origen: UH-60L estadounidense.
- Fabricante: Sikorsky Aircraft.
- Recibidos FAC: 1999 / 2002.
- Tripulación: hasta 7; piloto, copiloto, técnico de vuelo, 5 artilleros.
- Motor: 2 General Electric T700-GE-701C, 1940 HP cada motor.
- Tolerancia balística: hasta proyectiles calibre 23 mm.

### Dimensiones
- Diámetro del rotor: 16,36 m (53 pies 8 pulgadas).
- Largo del fuselaje: 15,26 m (50 pies 7,5 pulgadas).
- Altura total: 3,76 m (12 pies 4 pulgadas).
- Altura del fuselaje: 5,46 m (7 pies 9 pulgadas).
- Área discal rotor: 210,2 m² (2.262 pies²).
- Volumen de Cabina: 11,61 m³ (410 pies³).

### Pesos
- Vacío: 5.224 kg (11.516 lb).
- Máximo al Despegue: 11.113 kg (24.500 lb).
- Carga interna: 2.640 kg (2.640 lb).
- Carga en eslinga: 3.629 kg (8.000 lb).

### Prestaciones
- Velocidad máxima: 283 km/h a 4.000 pies; 294 km/h a 2.000 pies.
- Velocidad de crucero: 130 nudos.
- Autonomía: 2 h sin tanques externos, hasta 7,21 con tanques externos.
- Alcance: 315 mn (363 millas; 584 km) con tanques externos de 460 galones (1.741 L) 880 mn (1.012 millas; 1.630 km) con tanques externos de 1.360 galones (5.148 l) 1.200 mn (1.380 millas; 2.220 km).
- Techo operacional: 5.837 m (19.150 pies).
- Límite de maniobras: 5 gravedades positivas; 1 gravedad negativa.

### Electrónica
- Radar: navegación, meteorológico.
- FLIR: Toplite (FLIR, HRTV, Laser Range Finder, Laser Designator).
- HUD/HOTAS: MiDASH.
- RWR: no.
- Bengalas/señuelos: sí.
- Otros sistemas: GPS, equipos ECM, NVG.

### Armamento
- Misiles AGM-114 Hellfire o similares, adaptables mediante hardware (Rafael 'Spike' en el Arpía IV).
- Ametralladoras:
  - 4 × GAU-19 de 12,7 mm (.50)
  - 2 × M60, 2 × M1919 de 7,62 mm, 2 × GAU-17 de 7,62 mm
- Lanzacohetes: 2 x LAU-19 (19 cohetes cada lanzador).

### Desarrollos relacionados
- Sikorsky UH-60 Black Hawk
- Sikorsky SH-60 Seahawk
- Sikorsky HH-60 Jayhawk

### Aeronaves similares
- Mil Mi-24
- Sikorsky UH-60 Black Hawk
- Eurocopter EC 725 Super Cougar
- NHI NH90